# Anomalina
Anomalina — підтриба пластинчастовусих жуків триби Anomalini підродини Rutelinae. Об'єднує близько 50-60 родів, що представлені майже в усіх біогеографічних регіонах. Серед них один з найбільших родів жуків і тварин узагалі Anomala, який налічує не менше 1000 видів.
Згідно з працею Ratcliffe, Jameson, and Zorn, 2018 підтриба налічує 44 роди та 6 підродів:
- Adoretosoma Blanchard, 1851 — Палеарктика, Індомалая
- Anomala Samouelle, 1819 — Афротропіка, Австралазія, Неарктика, Неотропіка, Індомалайя, Тихоокеанська область, Палеарктика
- Anomalorhina Jameson Paucar-Cabrera, Sol ́ıs, 2003 — Неотропіка
- Anoplanomala Arrow, 1917 — Індомалая
- Asiopertha Medvedev, 1949 — Палеарктика
- Balanogonia Paucar, 2003 — Неотропіка
- Blitopertha Reitter, 1903 — Палеарктика
- Callistethus Blanchard, 1851 — Індомалая, Неотропіка, Палеарктика
- Chelilabia Morón and Nogueira, 1998 — Неотропіка
- Choumala Kobayashi, 2008 — Палеарктика
- Cyriopertha (Cyriopertha) Reitter, 1903 — Палеарктика
  - Cyriopertha (Apleopertha Semenov, 1903) — Палеарктика
  - Cyriopertha (Pleopertha Reitter, 1903) — Палеарктика
- Dalatamala Prokofiev, 2013 — Індомалая
- Dilophochila Bates, 1888 — Неотропіка
- Epectinaspis Blanchard, 1851 — Неотропіка
- Exomala (Exomala Reitter, 1903) — Неотропіка, Палеарктика, Тихоокеанська область
  - Exomala (Neoblitopertha Baraud, 1991) — Палеарктика
  - Exomala (Taxipertha Baraud, 1991) — Палеарктика
  - Exomala (Trichopertha Reitter, 1903) — Палеарктика
- Ganganomala Ratcliffe, Jameson, and Zorn, 2018 — Індомалая, Палеарктика
- Hontoriella Escalera, 1914 — Палеарктика
- Hoplopus Laporte, 1832 — Палеарктика
- Mazahuapertha Morón and Nogueira, 1998 — Неотропіка
- Megapertha Reitter, 1903 — Палеарктика
- Melanopopillia Lin, 1980 — Індомалая, Палеарктика
- Micranomala Arrow, 1911 - Індомалая
- Microlontha Petrovitz, 1967 — Палеарктика
- Micropertha Baraud, 1991 — Палеарктика
- Mimela Kirby, 1823 — Афротропіка, Індомалая, Палеарктика
- Moroniella Ram ́ırez-Ponce, 2015 — Неотропіка
- Nayarita Morón and Nogueira, 1998 — Неотропіка
- Nothophanus Heller, 1896 - Індомалая
- Pachystethus Blanchard, 1851 — Неотропіка
- Paranomala (Paranomala) Casey, 1915, — Неарктика, Неотропіка
  - Paranomala (Bucaphallanus Ram ́ırez-Ponce and Morón, 2012) — Неарктика, Неотропіка
- Pentanomala Ohaus, 1919  — Афротропіка
- Phyllopertha Stephens, 1830 — Індомалая, Палеарктика
- Proagopertha Reitter, 1903 — Палеарктика
- Pseudosinghala Heller, 1891 — Індомалая, Палеарктика
- Pseudotrigonocnemis Keith, 2007 — Індомалая
- Rugopertha Machatschke, 1957 — Неотропіка
- Singhala Blanchard, 1851 — Індомалая
- Spinanomala Ohaus, 1910 — Індомалая, Палеарктика
- Strigoderma Burmeister, 1844 — Неарктика, Неотропіка
- Stomanomala Kolbe, 1897 — Афротропіка, Палеарктика
- Trichanomala Arrow, 1917 — Індомалая, Палеарктика
- Trigonocnemis Kraatz, 1894 — Палеарктика
- Xochicotlia Morón and Ramırez-Ponce, 2012 — Неотропіка
- Yaaxkumukia Morón and Nogueira, 1998 — Неотропіка